# Somerset Gough-Calthorpe
Sir Somerset Gough-Calthorpe (Londra, 23 dicembre 1865 – Ryde, 27 luglio 1937) è stato un ammiraglio inglese.
L'Ammiraglio della flotta (Royal Navy) Sir Somerset Arthur Gough-Calthorpe, a volte noto come Sir Somerset Calthorpe, fu un ufficiale della Royal Navy ed un membro della famiglia Gough-Calthorpe. Dopo aver prestato servizio come junior officer durante la Quarta delle Guerre anglo-ashanti, divenne addetto navale osservando le azioni della Marina Imperiale Russa o Voenno-morskoj flot (Impero russo) durante la Guerra russo-giapponese, comandò poi un incrociatore corazzato e una corazzata durante i primi anni del XX secolo.
Durante la prima guerra mondiale Gough-Calthorpe inizialmente servì come comandante del 2nd Cruiser Squadron della Grand Fleet, poi divenne Secondo lord del mare ee in seguito ammiraglio comandante della Guardia Costiera e delle Riserve. Negli ultimi anni della guerra servì come comandante in capo della Mediterranean Fleet. In queste vesti firmò l'Armistizio di Mudros per conto di tutti gli alleati, nel quale l'Impero ottomano accettava la sconfitta e cessò le ostilità. L'Occupazione di Costantinopoli iniziò con la flotta alleata che entrò a Costantinopoli nel novembre 1918 e fu l'ammiraglia di Gough-Calthorpe, la HMS Superb (1907), ad aprire la strada.
Dopo la guerra Gough-Calthorpe servì come commissario britannico nell'Impero Ottomano durante un periodo di notevole instabilità politica associata alla Caduta dell'Impero ottomano ed all'Intervento alleato nella rivoluzione russa.

## Biografia
Figlio del tenente generale Somerset Gough-Calthorpe, VII barone Calthorpe, dal suo matrimonio con Eliza Maria Chamier, il 15 gennaio 1878 si unì alla Royal Navy come cadetto sulla nave scuola HMS Prince of Wales. Promosso aspirante guardiamarina il 19 marzo 1880, nello stesso anno fu assegnato all'Incrociatore corazzato HMS Northampton, nave ammiraglia della stazione del nord America e delle indie occidentali. Fu promosso sottotenente il 19 marzo 1884, e nel settembre dell'anno seguente si unì alla Corvetta HMS Rover nel Training Squadron. Dopo un'ulteriore promozione a tenente di vascello il 19 marzo 1886, nel giugno dello stesso anno fu trasferito alla nave da battaglia HMS Colossus. Dopo aver frequentato la scuola per siluristi della HMS Vernon, nel 1890 entrò a far parte dello staff direttivo della scuola e fu poi inviato a Hong Kong per occuparsi di siluri. Si ricongiunse allo staff direttivo della HMS Vernon nel gennaio 1894. Nell'ottobre del 1894 divenne ufficiale addetto ai siluri dell'incrociatore St George, di stanza al Capo di Buona Speranza, e partecipò con le brigate navali alla quarta delle Guerre anglo-ashanti.
Promosso capitano di fregata il 1º gennaio 1896, Gough-Calthorpe divenne nel marzo dello stesso anno ufficiale esecutivo dell'incrociatore corazzato HMS Imperieuse, nave ammiraglia della stazione del Pacifico. Dopo un altro turno alla HMS Vernon, nel settembre 1900 divenne comandante della torpediniera cannoniera HMS Halcyon della Mediterranean Fleet . Nel luglio 1901 fu nominato comandante dell'incrociatore HMS Pandora, presso l'arsenale di Portsmouth, e il 1º gennaio 1902 fu promosso capitano di vascello. Dopo aver frequentato un corso al Royal Naval College, divenne un inviato della marina per osservare le azioni della Marina Imperiale Russa durante la guerra russo-giapponese. Nel novembre 1905 divenne comandante dell'incrociatore corazzato HMS Roxburgh e poi, dopo essere stato nominato membro dell'Ordine Reale Vittoriano il 25 settembre 1906, nel dicembre 1907 divenne comandante della corazzata HMS Hindustan. Nel dicembre 1909 divenne Capitano della Flotta per la Home Fleet sulla corazzata HMS Dreadnought. Il 2 agosto 1910 fu nominato Commendatore dell'Ordine Reale Vittoriano. Promosso retroammiraglio il 27 agosto 1911, dopo essere stato nominato Compagno dell'Ordine del Bagno il 27 settembre 1912, nel dicembre dello stesso anno divenne il secondo in comando del 1st Battle Squadron, con la sua bandiera sulla corazzata HMS St Vincent.

## Prima guerra mondiale
Nel luglio 1914, allo scoppio della prima guerra mondiale, Gough-Calthorpe divenne comandante del 2nd Cruiser Squadron della Grand Fleet, con la sua bandiera nell'incrociatore corazzato HMS Shannon. Il 1º gennaio 1916 divenne cavaliere commendatore dell'Ordine del Bagno, nel luglio dello stesso anno fu nominato Secondo lord del mare e in dicembre ammiraglio comandante della Guardia Costiera e delle Riserve. Promosso Viceammiraglio il 26 aprile 1917, divenne Comandante in Capo della Mediterranean Fleet, con la sua bandiera nella corazzata HMS Superb (1907), nel luglio 1917. In tale veste stabilì un complesso sistema di convogli per proteggere le navi britanniche ed alleate nel Mediterraneo dagli attacchi dei sottomarini nemici e sostenne le proposte del comandante del Royal Naval Air Service in Italia, Murray Fraser Sueter, che richiedeva rinforzi all'Ammiragliato. La richiesta venne accolta in dicembre e presto arrivarono in Italia altri idrovolanti, velivoli da bombardamento leggero Airco DH.4 ed Airco DH.9, oltre a caccia di scorta Sopwith Camel.
Gough-Calthorpe firmò l'Armistizio di Mudros per conto di tutti gli Alleati il 30 ottobre 1918, con il quale l'Impero ottomano accettò la sconfitta e cessò le ostilità. Georges Clemenceau, Primo ministro francese, si lamentò del fatto che l'ammiraglio Dominique-Marie Gauchet non era stato presente alla firma del trattato, ma il governo britannico diede a Gough-Calthorpe il suo pieno appoggio. Quando la flotta alleata fece rotta su Costantinopoli nel novembre 1918, fu la nave ammiraglia di Gough-Calthorpe, la HMS Superb, a condurre la formazione.

## Il dopoguerra
Alla fine della guerra, Gough-Calthorpe divenne il commissario britannico per impero ottomano, durante un periodo di notevole instabilità politica associata alla divisione dell'impero ottomano ed all'Intervento alleato nella rivoluzione russa. Il 1º gennaio 1919 fu nominato Cavaliere di Gran Croce dell'Ordine di San Michele e San Giorgio e il 31 luglio dello stesso anno fu promosso Ammiraglio. Nell'aprile 1920 divenne Comandante in Capo della base di Portsmouth e nel luglio seguente fu nominato rappresentante navale della Commissione Permanente per gli Armamenti della Società delle Nazioni.
Il 3 giugno 1922 Gough-Calthorpe fu nominato Cavaliere di Gran Croce dell'Ordine del Bagno; il 14 febbraio 1924 fu nominato Deputy Lieutenant per l'Isola di Wight e il 31 luglio fu nominato Primo e Principale Aiutante Navale di Campo del re Giorgio V. L'8 maggio 1925 fu promosso ammiraglio della flotta, andò in pensione nel maggio 1930 e, dopo essere stato nominato Deputy Lieutenant per Southampton il 26 marzo 1932, morì nella sua casa di Ryde, sull'isola di Wight, il 27 luglio 1937.

## Famiglia
Gough-Calthorpe si sposò nella Chiesa di San Giorgio, a Londra, il 27 febbraio 1900 con Effie Dunsmuir, figlia dell'Onorevole Robert Dunsmuir del Castello di Craigdarroch (Victoria, Columbia Britannica), e di Joan White, figlia di Alexander White di Kilmarnock. Non ebbero figli.

## Ascendenza
|                                                |                       |                                             | Genitori                                        |  |  | Nonni |  |  | Bisnonni                                  |  |  | Trisnonni                |  |
|                                                |                       |                                             |                                                 |  |  |       |  |  | Henry Gough-Calthorpe, I barone Calthorpe |  |  | Henry Gough, I baronetto |  |
|                                                |                       |                                             |                                                 |  |  |       |  |  | Henry Gough-Calthorpe, I barone Calthorpe |  |  | Henry Gough, I baronetto |  |
|                                                |                       | Barbara Calthorpe                           |                                                 |  |  |       |  |  | Henry Gough-Calthorpe, I barone Calthorpe |  |  |                          |  |
| Frederick Gough-Calthorpe, IV barone Calthorpe |                       |                                             |                                                 |  |  |       |  |  | Henry Gough-Calthorpe, I barone Calthorpe |  |  |                          |  |
|                                                |                       | Frances Carpenter                           | Benjamin Carpenter                              |  |  |       |  |  |                                           |  |  |                          |  |
|                                                |                       | Frances Carpenter                           | Benjamin Carpenter                              |  |  |       |  |  |                                           |  |  |                          |  |
|                                                |                       | Frances Carpenter                           | Mary Carr                                       |  |  |       |  |  |                                           |  |  |                          |  |
| Somerset Gough-Calthorpe, VII barone Calthorpe |                       | Frances Carpenter                           |                                                 |  |  |       |  |  |                                           |  |  |                          |  |
|                                                |                       | Henry Charles Somerset, VI duca di Beaufort | Henry Somerset, V duca di Beaufort              |  |  |       |  |  |                                           |  |  |                          |  |
|                                                |                       | Henry Charles Somerset, VI duca di Beaufort | Henry Somerset, V duca di Beaufort              |  |  |       |  |  |                                           |  |  |                          |  |
|                                                |                       | Henry Charles Somerset, VI duca di Beaufort | Elizabeth Boscawen                              |  |  |       |  |  |                                           |  |  |                          |  |
| Charlotte Sophia Somerset                      |                       | Henry Charles Somerset, VI duca di Beaufort |                                                 |  |  |       |  |  |                                           |  |  |                          |  |
|                                                |                       | Charlotte Sophia Leveson-Gower              | Granville Leveson-Gower, I marchese di Stafford |  |  |       |  |  |                                           |  |  |                          |  |
|                                                |                       | Charlotte Sophia Leveson-Gower              | Granville Leveson-Gower, I marchese di Stafford |  |  |       |  |  |                                           |  |  |                          |  |
|                                                |                       | Charlotte Sophia Leveson-Gower              | Susanna Stewart                                 |  |  |       |  |  |                                           |  |  |                          |  |
| Somerset Gough-Calthorpe                       |                       | Charlotte Sophia Leveson-Gower              |                                                 |  |  |       |  |  |                                           |  |  |                          |  |
|                                                | John Ezechiel Chamier | Jean Jean Deschamps                         |                                                 |  |  |       |  |  |                                           |  |  |                          |  |
|                                                | John Ezechiel Chamier | Jean Jean Deschamps                         |                                                 |  |  |       |  |  |                                           |  |  |                          |  |
|                                                | John Ezechiel Chamier | Judith Chamier                              |                                                 |  |  |       |  |  |                                           |  |  |                          |  |
| Frederick Chamier                              | John Ezechiel Chamier |                                             |                                                 |  |  |       |  |  |                                           |  |  |                          |  |
|                                                |                       | Georgiana Grace Burnaby                     | William Burnaby, I baronetto                    |  |  |       |  |  |                                           |  |  |                          |  |
|                                                |                       | Georgiana Grace Burnaby                     | William Burnaby, I baronetto                    |  |  |       |  |  |                                           |  |  |                          |  |
|                                                |                       | Georgiana Grace Burnaby                     | Grace Drewry Ottley                             |  |  |       |  |  |                                           |  |  |                          |  |
| Eliza Maria Chamier                            |                       | Georgiana Grace Burnaby                     |                                                 |  |  |       |  |  |                                           |  |  |                          |  |
|                                                |                       | John Soane                                  | John Soane                                      |  |  |       |  |  |                                           |  |  |                          |  |
|                                                |                       | John Soane                                  | John Soane                                      |  |  |       |  |  |                                           |  |  |                          |  |
|                                                |                       | John Soane                                  | Elizabeth Smith                                 |  |  |       |  |  |                                           |  |  |                          |  |
| Elizabeth Soane                                |                       | John Soane                                  |                                                 |  |  |       |  |  |                                           |  |  |                          |  |
|                                                |                       | Maria Preston                               | …                                               |  |  |       |  |  |                                           |  |  |                          |  |
|                                                |                       | Maria Preston                               | …                                               |  |  |       |  |  |                                           |  |  |                          |  |
|                                                |                       | Maria Preston                               | …                                               |  |  |       |  |  |                                           |  |  |                          |  |
|                                                |                       | Maria Preston                               |                                                 |  |  |       |  |  |                                           |  |  |                          |  |